# Acidaliastis prophanes
Acidaliastis prophanes là một loài bướm đêm trong họ Geometridae.